# Actinote elena
Actinote elena är en fjärilsart som beskrevs av Hall 1921. Actinote elena ingår i släktet Actinote och familjen praktfjärilar. Inga underarter finns listade i Catalogue of Life.